# Madantispa seyrigi
Madantispa seyrigi là một loài côn trùng trong họ Mantispidae thuộc bộ Neuroptera. Loài này được Fraser miêu tả năm 1952.